# Where (water)

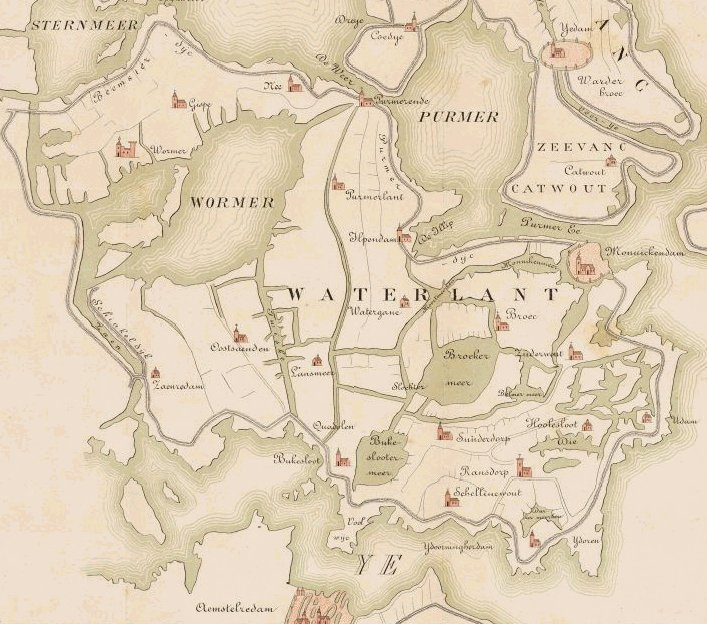
De situatie in Waterland in 1288: De Where en Purmerend liggen boven in het midden met links het Beemstermeer en rechts het Purmermeer

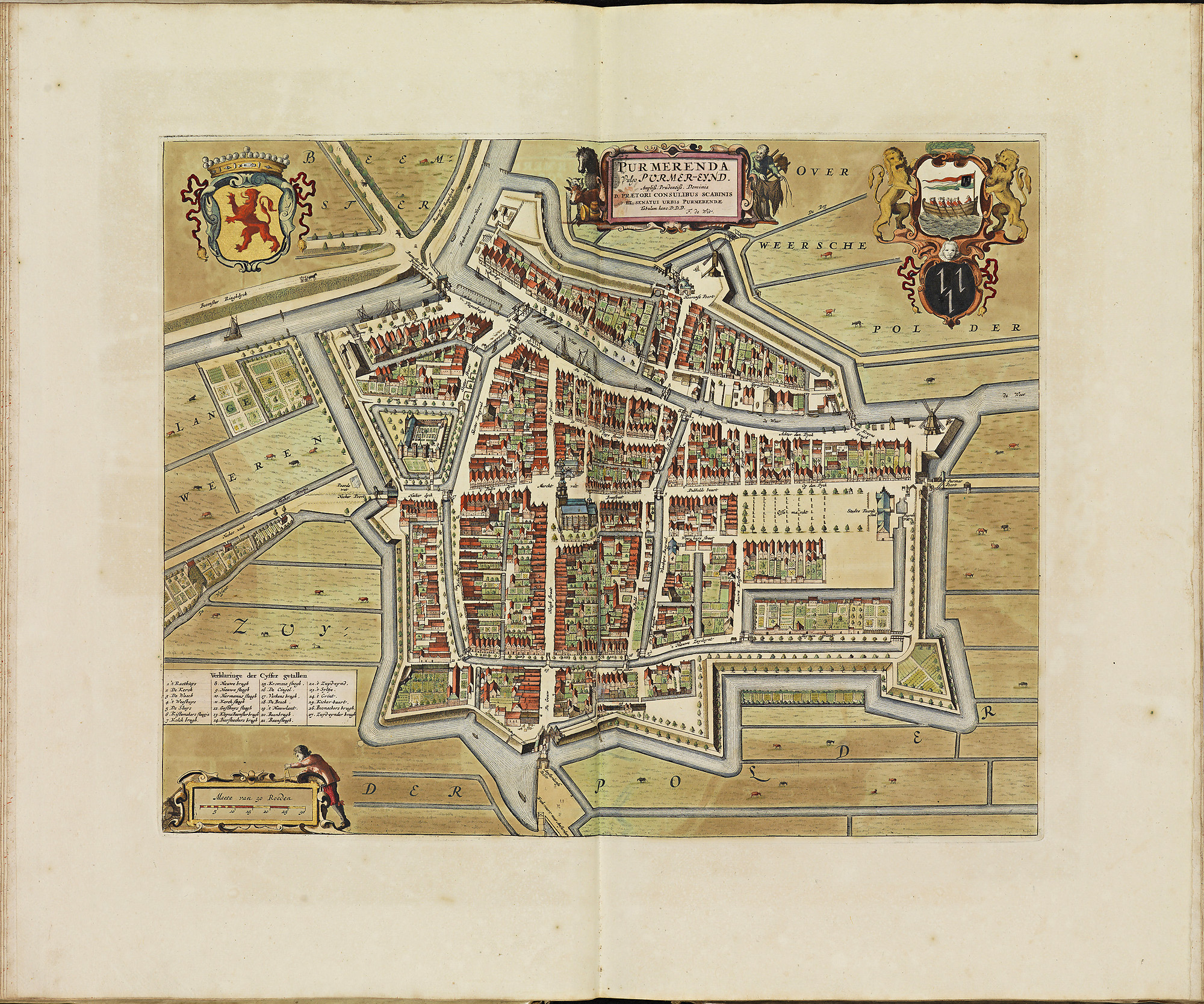
De Weer in 1698
tweede waterstroom van boven van links naar rechts binnen de vesting

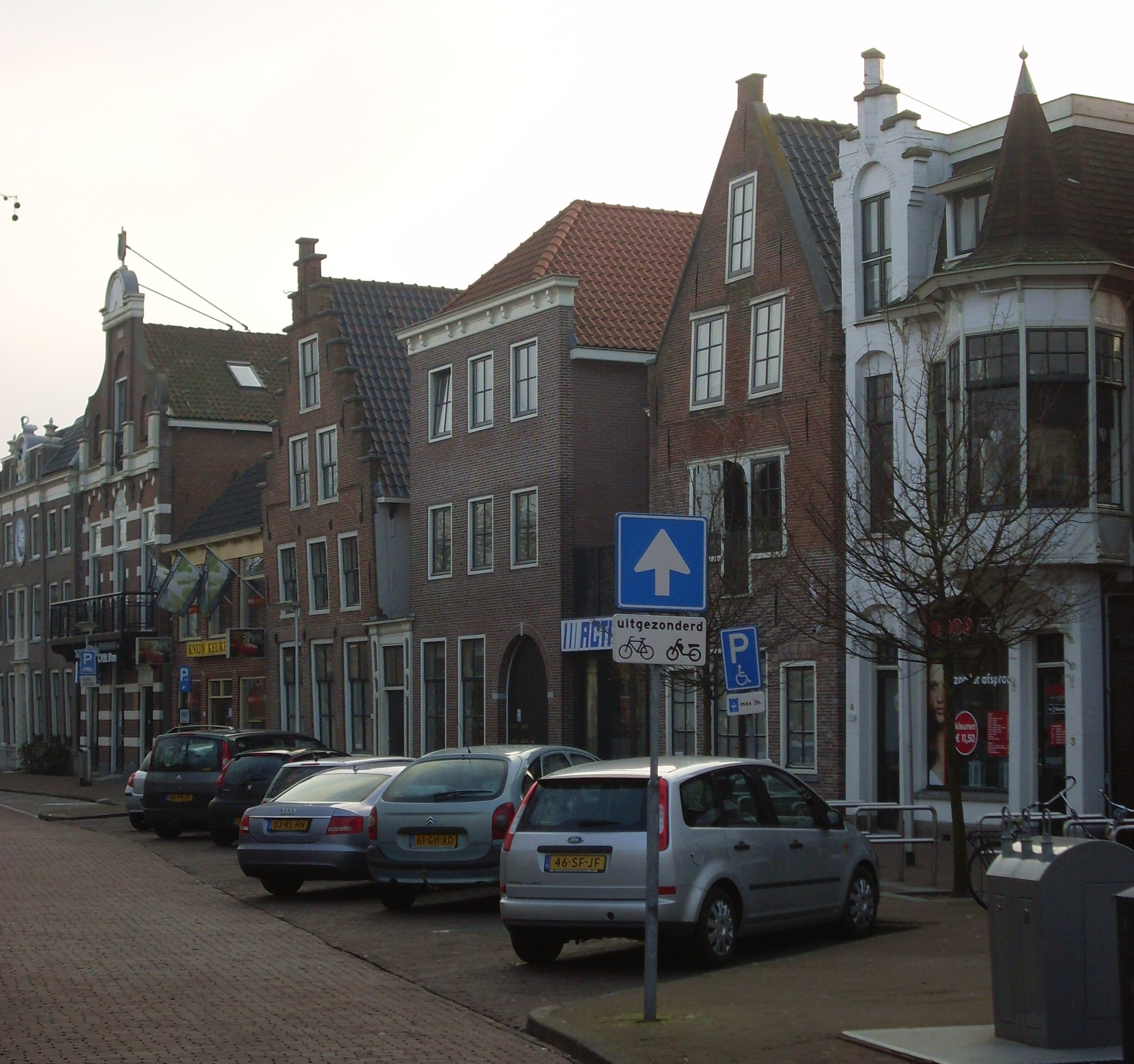
Gedempte Where

De Where, Weere of Weer is het restant van een rivier, tegenwoordig een kanaal, in Noord-Holland en ligt in Purmerend, dat hieraan is ontstaan.
Oorspronkelijk was het een brede rivier die stroomde tussen het Beemstermeer en Purmermeer en met beide meren, feitelijk binnenzeeën, via de Purmer Ee in open verbinding stond met de Zuiderzee. De rivier werd gebruikt voor de visserij maar speelde ook een belangrijke rol voor de handel in Purmerend waar de rivier langs stroomde.
Na de inpoldering in de 17e eeuw van de Beemster en Purmer met de aanleg van bijbehorende Beemster- en Purmerringvaart, maar ook na de aanleg in de 19e eeuw van het Noordhollandsch Kanaal, bleef er van de rivier, door de gewijzigde waterstromen, alleen het middelste gedeelte in Purmerend over.
Door de demping van de Singelgracht in 1926 kreeg de Where steeds meer met ondiepte en verzanding te maken en liepen de schepen vast. De kosten die de gemeente moest maken voor het uitbaggeren van de rivier waren hoog.
In 1956 kwam er een voorstel tot demping van de Where in het centrum van Purmerend als oplossing om het toenemende autoverkeer meer ruimte maar vooral meer parkeerplaatsen te bieden maar ook de hoge kosten voor het onderhoud aan de bruggen speelde een rol. Er was veel tegenstand en als alternatief werd de demping van de Plantsoengracht voorgesteld, maar dat voorstel haalde geen meerderheid. Op 7 juli 1961 stemde de gemeenteraad met 11 voor en 2 stemmen tegen voor de demping. Ook het Rijk ging akkoord.

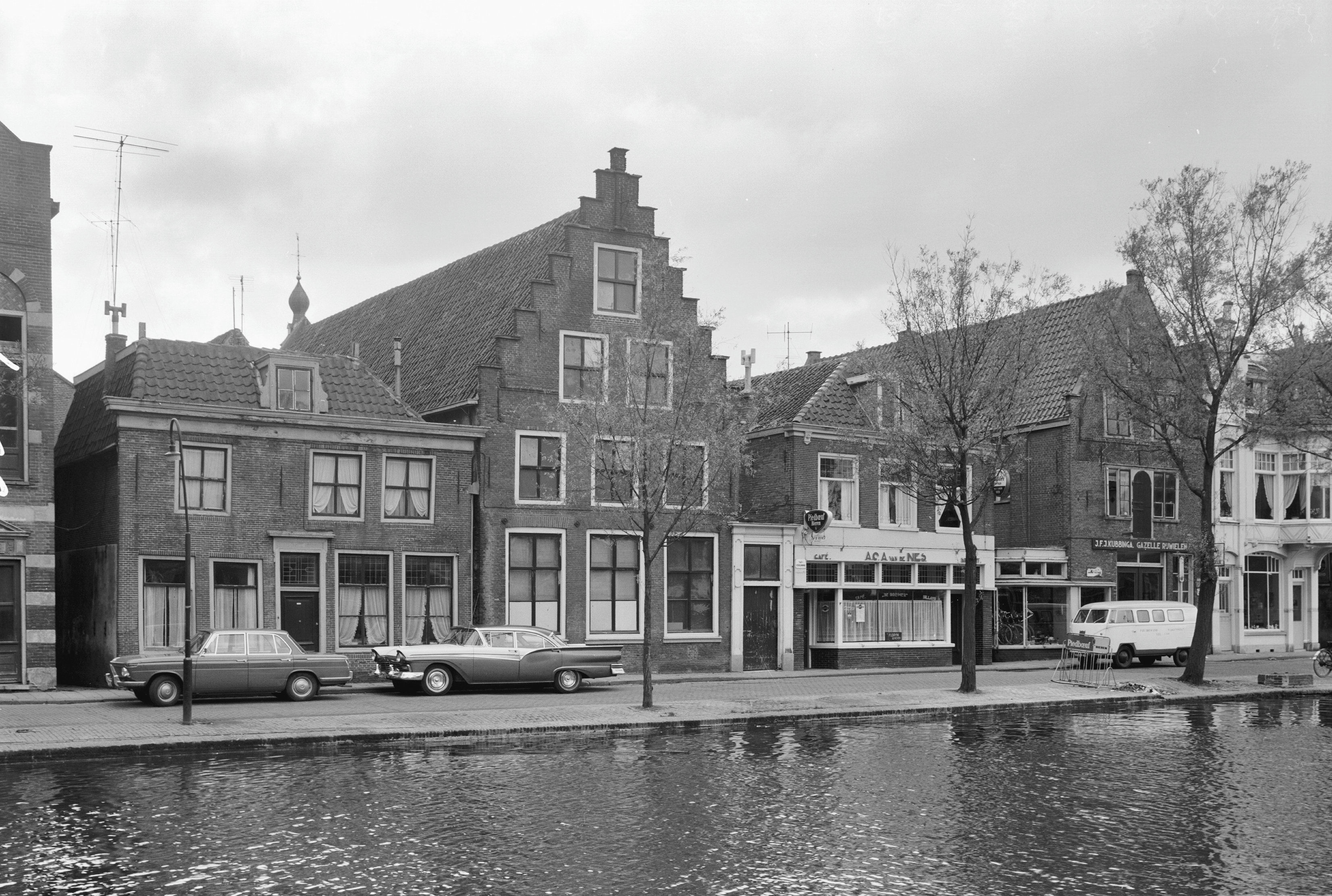
De Weerwal in 1964 voor de demping

De Where werd vanaf midden 1965 met zand gedempt en kreeg de naam "Gedempte Where", de kade behield echter de naam Weerwal, en bood na voltooiing veel ruimte voor het verkeer. De woonboten moesten worden verplaatst en de scheepvaart werd omgelegd via de Noordelijke Stadsgracht ten noorden van de te dempen Where die hiervoor werd aangepast. De oude bruggen werden afgebroken en er kwam een nieuwe Beemsterbrug. Ook werd er eenrichtingsverkeer in de binnenstad ingevoerd maar desondanks bleven de verkeersproblemen, vooral op de dinsdagse marktdag, groot. Maar ook tegenwoordig staat het verkeer hier nog regelmatig vast.
Het stuk tussen de Gedempte Where en de Purmerringvaart bleef gehandhaafd en bestaat nog steeds, maar wordt nu gezien als een kanaal. Ondanks dat de rivier vrijwel is verdwenen, leeft de naam Where in Purmerend volop voort. Zo bestaan nog de Weerwal, Wheredijk, Wherekant, Whereplantsoen, Overweersepolderdijk, net als de wijk Overwhere vernoemd naar de ligging aan de overzijde van de toenmalige Where. Ook de Wheermolen is naar de rivier vernoemd en een kleine nieuwbouwwijk nabij het centrum aan de Purmerringvaart kreeg de naam "Klein Where".